# Chišigbatyn Erdenet-Od
Chišigbatyn Erdenet-Od, mongolsky Хишигбатын Эрдэнэт-Од (* 7. července 1975 Darchan) je bývalá mongolská zápasnice. Specializovala se na zápas v sambu a judu.

## Sportovní kariéra
Patřila k prvním kvězdám mongolského ženského zápasu. V sambu je pětinásobnou mistryní světa. V judu však i díky větší konkurenci podobných úspěchů nedosahovala. Na olympijské hry se kvalifikovala celkem čtyřikrát s bilancí jedna výhra a sedm porážek. Sportovní kariéru ukončila po olympijských hrách v Pekingu v roce 2008. Věnuje se trenérské práci.

### Vítězství ve SP
- 2007 - 1x světový pohár (Vídeň)
- 2008 - 1x světový pohár (Moskva)

## Výsledky

### Judo
| Turnaj            | 1990            | 1991            | 1992            | 1993           | 1994           | 1995           | 1996 | 1997 | 1998       | 1999       | 2000       | 2001       | 2002       | 2003       | 2004       | 2005       | 2006       | 2007       | 2008       |
| Turnaj            | 15              | 16              | 17              | 18             | 19             | 20             | 21   | 22   | 23         | 24         | 25         | 26         | 27         | 28         | 29         | 30         | 31         | 32         | 33         |
| Turnaj            | superlehká váha | superlehká váha | superlehká váha | pololehká váha | pololehká váha | pololehká váha |      |      | lehká váha | lehká váha | lehká váha | lehká váha | lehká váha | lehká váha | lehká váha | lehká váha | lehká váha | lehká váha | lehká váha |
| ----------------- | --------------- | --------------- | --------------- | -------------- | -------------- | -------------- | ---- | ---- | ---------- | ---------- | ---------- | ---------- | ---------- | ---------- | ---------- | ---------- | ---------- | ---------- | ---------- |
| Olympijské hry    |                 |                 | úč.             |                |                |                | —    |      |            |            | úč.        |            |            |            | úč.        |            |            |            | úč.        |
| Mistrovství světa |                 | —               |                 | —              |                | úč.            |      | —    |            | úč.        |            | úč.        |            | úč.        |            | 3.         |            | úč.        |            |
| Asijské hry       | 5.              |                 |                 |                | ?              |                |      |      | 1.         |            |            |            | 3.         |            |            |            | 5.         |            |            |
| Mistrovství Asie  |                 | 3.              |                 | 5.             |                | ?              | ?    | ?    |            | 5.         | 2.         | 1.         |            | 2.         | 2.         | 1.         |            | 3.         | 3.         |